# Polyrhachis subaenescens
Polyrhachis subaenescens är en myrart som beskrevs av Hugo Viehmeyer 1912. Polyrhachis subaenescens ingår i släktet Polyrhachis och familjen myror. Inga underarter finns listade i Catalogue of Life.